# Сеака де Камп (Долж)
Сеака де Камп (рум. Seaca de Câmp) насеље је у Румунији у округу Долж у општини Сеака де Камп. Oпштина се налази на надморској висини од 41 m.

## Историја
Место "Саска" је било део спахилука Деса (Долж), који је средином 19. века држао српски кнез Милош Обреновић. Имање су након 1868. године наследили сродници, племићи Бајићи.

## Становништво
Према подацима из 2002. године у насељу је живело 2252 становника.

### Попис2002.
| Расподела становништва по националности 2002.‍ | Расподела становништва по националности 2002.‍ | Расподела становништва по националности 2002.‍ | Расподела становништва по националности 2002.‍ | Расподела становништва по националности 2002.‍ |
| --------------------------------------------- | --------------------------------------------- | --------------------------------------------- | --------------------------------------------- | --------------------------------------------- |
|                                               |                                               |                                               |                                               |                                               |
| Румуни                                        | Румуни                                        |                                               | 2.247                                         | 99,8%                                         |
| Роми                                          | Роми                                          |                                               | 5                                             | 0,2%                                          |

### Хронологија
| Година       | 1992 | 1993 | 1994 | 1995 | 1996 | 1997 | 1998 | 1999 | 2000 | 2001 | 2002 | 2003 | 2004 | 2005 | 2006 | 2007 | 2008 | 2009 | 2010 | 2011 | 2012 | 2013 | 2014 | 2015 | 2016 | 2017 |
| ------------ | ---- | ---- | ---- | ---- | ---- | ---- | ---- | ---- | ---- | ---- | ---- | ---- | ---- | ---- | ---- | ---- | ---- | ---- | ---- | ---- | ---- | ---- | ---- | ---- | ---- | ---- |
| Становништво | 2475 | 2438 | 2409 | 2388 | 2362 | 2334 | 2350 | 2310 | 2300 | 2277 | 2271 | 2245 | 2210 | 2167 | 2138 | 2093 | 2074 | 2049 | 2029 | 1987 | 1973 | 1937 | 1891 | 1857 | 1839 | 1797 |